# Drucella integristipula
Drucella integristipula là một loài rêu tản trong họ Lepidoziaceae. Loài này được (Stephani) E.A. Hodgs. miêu tả khoa học lần đầu tiên năm 1962.